# Åsa Sjöberg
Ej att förväxla med sångerskan Åsa Sjöberg (född 1973).
Åsa Maria Elisabet Sjöberg, ogift Granström, född 23 mars 1964 i Farsta församling i Stockholm, är en svensk journalist och filmproducent.

## Biografi
Sjöberg är uppvuxen i Avesta.
Efter studier i journalistik vid Stockholms universitet kom Åsa Sjöberg till Strix Television där hon var redaktör och producent i åtta år. Under 1992 och 1993 arbetade hon även framför kameran på en del Strix-program, först som reporter på Efterlyst, därefter som programledare för Prat om sex i TV4 och frågeprogrammet Bongo med Tommy Engstrand i TV3. Hon var därefter producent för flera program, däribland pilotavsnittet för På rymmen.
1999 kom hon till TV4, där hon först var projektledare och exekutiv producent på programavdelningen med ansvar för flera av kanalens fredagsunderhållningar, däribland Sikta mot stjärnorna, Gladiatorerna, Farmen, Fortet och Sen kväll med Luuk. År 2004 blev hon biträdande chef för underhållningsavdelningen under Anders Knave. När Knave lämnade TV4 år 2005 tog Sjöberg över hans position som programchef. År 2007 utsågs hon till ny programdirektör för allmän-TV.
År 2014 blev hon innehållsdirektör och medlem av TV4-Gruppens företagsledning. Hon var fortsatt innehållsansvarig inom TV4 Media och en del av företagsledningen efter att företaget köpts av Telia.
I egenskap av hennes positioner på TV4 har Sjöberg varit exekutiv producent eller samproducent för ett större antal produktioner, däribland Beck, Wallander, Maria Wern och Hundraåringen som klev ut genom fönstret och försvann.
Från 2017 satt Sjöberg i styrelsen för SF Studios. Hon har vidare varit ledamot nordiska distributionsbolaget Nordic World samt Nordisk Film- och TV-Fond, där hon representerade den svenska film- och dramabranschen.
I december 2022 meddelades det att Sjöberg skulle lämna TV4 Media. I maj 2023 utsågs hon till styrelseledamot i produktionsbolaget Art & Bob.

## Familj
Åsa Sjöberg är sedan 1988 gift med Niklas Sjöberg (född 1962).